# Ph. Hahn Söhne
Die Ph. Hahn Söhne KG Diamantschleiferei und -handlung ist die älteste Diamantschleiferei in Deutschland mit Sitz in Idar-Oberstein.

## Unternehmen
Bei Ph. Hahn Söhne sägen, reiben und schleifen Diamantenschleifer mit Maschinen Diamanten zu Schmuckstücken. Teilweise sind die Geräte und Maschinen computergestützt. Darüber hinaus werden auch Einschleifarbeiten, Reparaturarbeiten und Fasserservicearbeiten an den Edelsteinen und Schmuckstücken vorgenommen.
Das Unternehmen handelt auch mit Diamanten, deren Herkunft gemäß den UN-Resolutionen 1171, 1173, 1306 und 1343 bestimmt wird. Alle Diamanten werden nach dem IDC-Standard graduiert. Für Brillanten ab 0,30ct werden Expertisen des GIA Labor mitgeliefert.  Aus diesem Grund ist Hahn auch vom Weltverband der Edelsteinbörsen (original: World Foundation of Diamant Bourses) als Mitglied zertifiziert. Außerdem unterstützt das Unternehmen die Durchführung der Verleihung des deutschen Schmuck- und Edelsteinpreises.
Hahn nahm an nationalen und internationalen Edelstein- und Schmuckmessen teil, darunter die INTERGEM und die INHORGENTA.

## Geschichte
1846 gründete Philipp Hahn sr. eine Edelsteinschleiferei und Edelsteinhandlung. Diese eröffnete 1881 ihre erste Filiale außerhalb Europas in New York. Im Jahr 1900 wurde das heutige Firmengebäude in Idar-Oberstein errichtet, das Stammsitz des Unternehmens ist. Während der beiden Weltkriege kamen die Firmenaktivitäten fast zum Stillstand und es wurden keine Diamanten mehr bezogen. 1947 begann das Unternehmen wieder Diamanten zu schleifen, die es ab 1959 über London bezog. 1964 errichtete Hahn in Afrika eine Diamantschleiferei. 1986 wurde das 100-jährige Firmenjubiläum gefeiert. 1994 übernahm Dieter Hahn das Unternehmen und führte es als Personengesellschaft. Von 2000 bis 2001 wurde das Firmengebäude renoviert. Seit 2014 wird Hahn als KG geführt.